# Blanca (1859)
La Blanca o Reina Blanca fue una fragata de hélice de la Armada Española, con casco de madera y propulsión mixta a vapor y velas, construida en los Reales Astilleros de Esteiro en Ferrol. Recibía su nombre en memoria de la reina Blanca de Navarra. Fue ordenada junto a las fragatas Petronila y Berenguela el 8 de agosto de 1863.

## Historial
Desde octubre de 1859, bajo el mando del capitán de navío Manuel Sibila, participó en operaciones de bloqueo y bombardeo costero durante la guerra de África.
Entre 1861-1862, participó en la expedición contra México junto con fuerzas del Reino Unido y Francia, como parte de la escuadra que mandaba el general Joaquín Gutiérrez de Rubalcaba, comandante general del Apostadero de La Habana. Cuando quedaron al descubierto las intenciones francesas de colocar a Maximiliano I de Habsburgo como emperador de México, se le ordenó retornar a Cuba.
Durante la guerra hispano-sudamericana, estuvo bajo el mando de Juan Bautista Topete, participó junto a la fragata Villa de Madrid, en el Combate de Abtao. El 17 de febrero de 1866, zarpó junto a la Numancia desde Valparaíso con rumbo a las islas Chiloé, fondeando el 27 del mismo mes en Puerto Low y el 1 de marzo en Puerto Oscuro y el 9 en la bahía de Arauco apresando la Blanca esa misma tarde un vapor de ruedas llamado Paquete del Maule, al día siguiente, la Blanca apresó dos barcazas de carbón, tras lo cual, el día 12 de marzo, los cinco buques, emprendieron retorno a Valparaíso, a donde arribaron la Numancia y el Paquete del Maule el 14 de marzo y el resto de buques al día siguiente.
Participó también en el bombardeo de Valparaíso y en el Combate de El Callao, junto al resto de la escuadra del Pacífico.
Tras batir el Callao el 10 de mayo, la escuadra del Pacífico abandonó las aguas sudamericanas. Las fragatas Villa de Madrid, Blanca, Resolución y Almansa partieron rumbo a Río de Janeiro por la ruta del Cabo de Hornos, mientras que la Berenguela y la Numancia, pusieron rumbo a Filipinas por los daños de la primera, y la falta de carbón en la segunda.
Entre marzo y junio de 1874, operó contra las fuerzas carlistas durante la segunda guerra carlista, bombardeando en ese periodo Santurce, Algorta y posiciones carlistas en San Pedro Abanto el 25 de marzo, Santurce, Portugalete, Las Arenas y fuerzas carlistas en los alrededores de Ciérvana el 26 de marzo, Santurce, Portugalete y Las Arenas el 27 de marzo y Ciérvana el 28.
Desde 1874 hasta 1881, ejerció la función de buque escuela para la formación de los futuros oficiales de la Armada Española,
Con motivo de la inauguración de la Exposición Universal de Barcelona, el 20 de mayo de 1888 se reunieron en el puerto varios buques de la escuadra española, la fragata blindada Numancia, las fragata de hélice Gerona  y Blanca, los cruceros Castilla y Navarra, Isla de Luzón e Isla de Cuba, el Destructor, los cañoneros Pilar y Cóndor y el transporte Legazpi.
Fue dada de baja poco después de cesar en la actividad de buque escuela.

## Curiosidades
- El primer mástil (trinquete) del Juan Sebastián Elcano recibe el nombre de Blanca, ya que los mástiles del citado buque llevan el nombre de algunos de sus predecesores en la función de buque escuela.